# Belbo
Il Belbo (Berb o Belb in piemontese) è un torrente (95 km, bacino 469 km²) del Piemonte sud-orientale, principale affluente di destra del Tanaro dopo la Bormida. 
Nel suo percorso interessa le province di Cuneo, di Asti ed Alessandria.

## Il corso del torrente
Nasce dalle Langhe sul confine tra Liguria e Piemonte a circa 800 m di quota nei pressi di Montezemolo (in provincia di Cuneo), scorrendo inizialmente in una verde conca naturale tutelata a Riserva naturale speciale delle Sorgenti del Belbo.
Subito la valle si approfondisce cosicché il torrente si incassa per alcuni km in uno stretto fondovalle racchiuso tra aspri ed instabili rilievi tufacei dove si arricchisce dell'apporto di svariati ruscelli. Qui lambisce il territorio di molti comuni come San Benedetto Belbo, Niella Belbo, Bossolasco, Feisoglio e Cravanzana.
Dopo Cravanzana la pendenza della valle aumenta notevolmente cosicché il Belbo prende a scorrere più accidentato formando alcuni ghiaioni ed innescando alcuni suggestivi processi erosivi in sponda sinistra (calanchi). In questo tratto attraversa Rocchetta Belbo e Cossano Belbo dove a tratti si allarga notevolmente.
Giunto a Santo Stefano Belbo (ancora in provincia di Cuneo) attraversa la parte nord dell'abitato ricevendo da sinistra il modesto contributo del suo principale tributario, il Tinella (24 km, 1 m³/s), un piccolo torrente proveniente dalle Langhe particolarmente capriccioso nella stagione piovosa. Da questa confluenza gira poi bruscamente da sud a nord entrando in provincia di Asti nel Monferrato. Qui scorre canalizzato attraversando per intero la cittadina di Canelli (in provincia di Asti) dove riceve da destra il rio Rocchea e da sinistra il rio Trionzo. La pendenza inizia a diminuire e il torrente approfondisce il suo letto. La portata media è molto modesta.
Proseguendo sinuoso lambisce poi il comune di Calamandrana giungendo a Nizza Monferrato, dove scorre nuovamente canalizzato, ricevendo ancora da sinistra il contributo esiguo del Nizza, altro corso d'acqua temibile in caso di forti precipitazioni.
Da Nizza in poi il Belbo rallenta ancora la sua corsa scorrendo con andamento meandriforme e giungendo così nel comune di Incisa Scapaccino, dove si incassa per un breve tratto tra le colline monferrine scavalcato da un ponte, per poi giungere sempre con andamento sinuoso a Castelnuovo Belbo, dove inizia ad essere pesantemente arginato.
Nei pressi di Bruno entra poi in provincia di Alessandria attraversando i comuni di Bergamasco, Oviglio sino a giungere nei pressi di Villa del Foro dove confluisce da destra nel fiume Tanaro.

## Regime idrologico

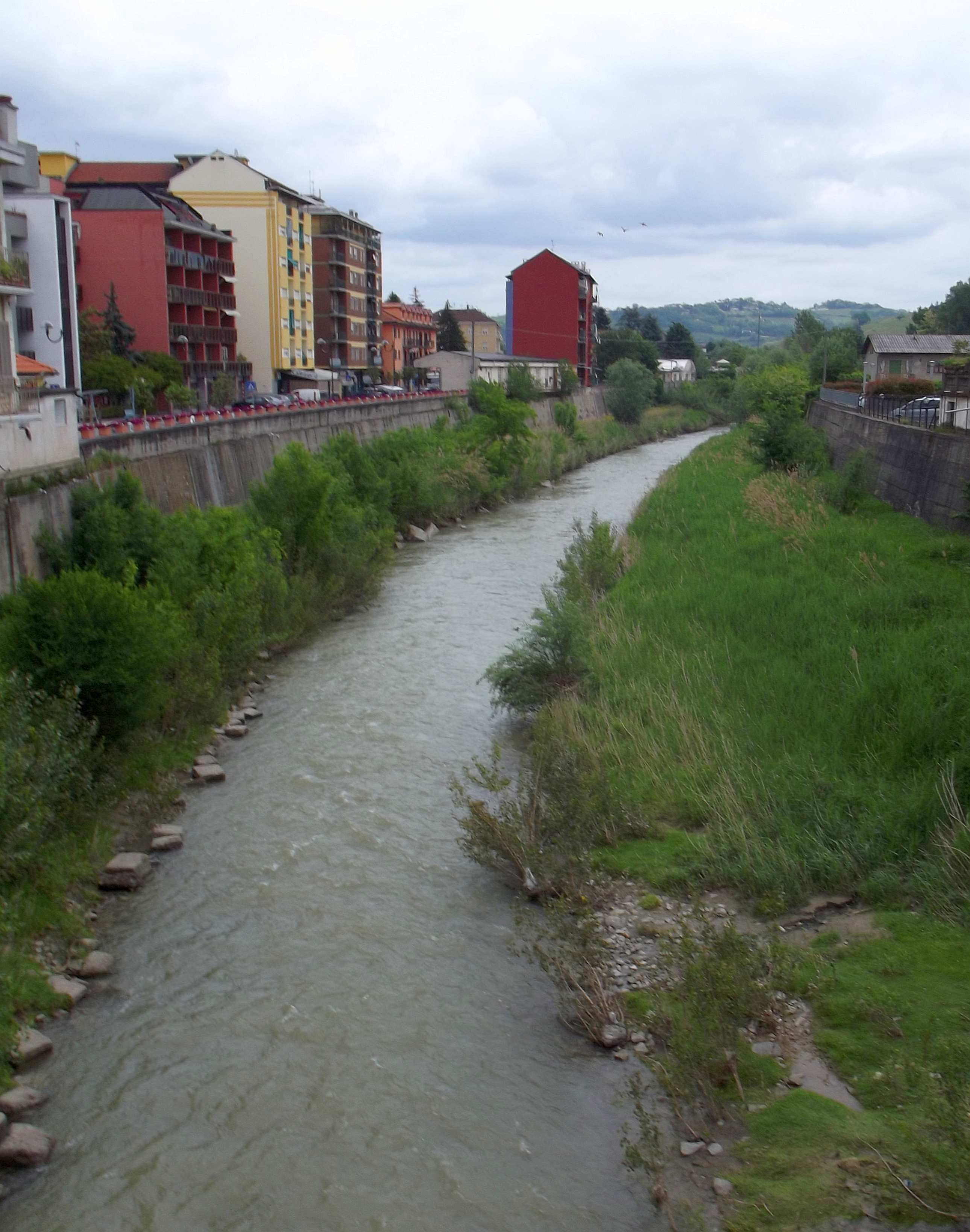
Il Belbo a Canelli.

Il Belbo è un corso d'acqua dal carattere spiccatamente torrentizio a causa di alcuni suoi aspetti peculiari:
- la particolare conformazione del suo bacino di raccolta molto lungo e stretto, fattore che favorisce la sovrapposizione di piene degli affluenti con il corso d'acqua principale.
- la pendenza molto elevata dell'alveo nel tratto medio-alto e la presenza dei rilievi delle Langhe dai versanti assai instabili e franosi.
- la natura quasi totalmente impermeabile dei territori attraversati (marne e argille), ben poco efficaci nell'assorbire le precipitazioni e rallentare la velocità della corrente.

A causa di questi fattori il torrente presenta un comportamento non dissimile da quello delle fiumare del Sud-Italia: in caso di precipitazioni abbondanti sull'alto bacino la propagazione a valle di conseguenti onde di piena avviene in tempi rapidissimi (tra due e tre ore per raggiungere la foce nel Tanaro) con picchi di piena essenzialmente brevi ma rabbiosi e distruttivi, anche a causa dell'enorme trasporto solido che le caratterizzano.
Le piene del Belbo possono sono solitamente più rovinose nei mesi piovosi (ottobre-novembre).
Per quanto riguarda invece periodi di secca il Belbo presenta fortissime magre estive che vedono scorrimenti superficiali quasi nulli (pur se perenni).
Non mancano in ogni caso piene durante il periodo siccitoso dovute a brevi ma violenti acquazzoni, in quanto la risposta dell'alto bacino in caso di forti piogge è sempre immediata.
La portata media annua si attesta presso la confluenza con il Tanaro a circa 8 m³/s, un valore piuttosto modesto rispetto al territorio drenato.

## Alluvioni

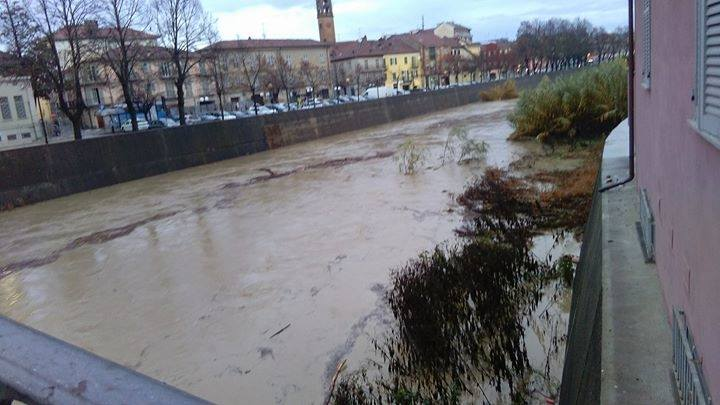
La piena del 25 novembre 2016 a Nizza Monferrato

La storia della valle del Belbo è costellata di piene catastrofiche: ad esempio nel 1948 quando il torrente produsse una piena rovinosissima che inondò Canelli e Nizza Monferrato o ancora peggio nel 1968 quando dopo 380 mm di pioggia in poche ore causò una vera catastrofe dalla sorgente alla foce, sommergendo Santo Stefano Belbo e Nizza Monferrato.
Il Belbo e il Tanaro causarono anche un'alluvione nel novembre 1994. Dopo tre giorni di pioggia ininterrotta (oltre 200 mm in 24 ore solo nella giornata del 5 novembre), il Belbo si gonfiò toccando a Santo Stefano Belbo valori di portata eccezionali di 1.330 m³/s e a Castelnuovo Belbo di quasi 1000 m³/s. (rispettivamente 220 e 167 volte la portata normale!), tracimando così per l'intera lunghezza del suo corso e devastando quasi tutto il suo fondovalle. Particolarmente sconvolti della furia delle acque furono i comuni di Rocchetta Belbo, Cossano Belbo, Santo Stefano Belbo, Canelli (il centro più colpito che contò anche tre vittime) e Incisa Scapaccino; solo Nizza Monferrato venne risparmiata dal disastro pur subendo pesanti danni alle strade adiacenti al corso d'acqua e allagamenti di qualche scantinato.
Decisamente minori i danni dopo la piena del 27 aprile 2009, nella quale ci furono solo alcuni allagamenti a scantinati nella zona più bassa di Incisa Scapaccino e allagamenti ai campi intorno a Bergamasco, con l'interruzione della strada tra l'abitato e la stazione ferroviaria. In quell'occasione diede più problemi il Tanaro quando arrivò la piena il giorno dopo.
Durante la piena del Tanaro del novembre 2016, che ha provocato esondazioni e danni lungo gran parte del corso del fiume, soprattutto nel cuneese, anche il Belbo ha subito un notevole ingrossamento, ma grazie ai precedenti lavori di manutenzione degli argini il torrente è defluito senza particolari problemi.

## Il Belbo nella letteratura
- Il Belbo e la valle omonima fanno da sfondo al romanzo La luna e i falò (1950) di Cesare Pavese[3].
- Il Belbo è il protagonista del racconto drammatico Il gorgo (1954) di Beppe Fenoglio[4], recitato da Giovanni Lindo Ferretti nell'album Noi non ci saremo dei CSI.